# Stomatorbina
Stomatorbina es un género de foraminífero bentónico de la subfamilia Stomatorbininae, de la familia Mississippinidae, de la superfamilia Discorboidea, del suborden Rotaliina y del orden Rotaliida. Su especie tipo es Lamarckina torrei. Su rango cronoestratigráfico abarca desde el Eoceno hasta la Actualidad.

## Clasificación
Stomatorbina incluye a las siguientes especies:
- Stomatorbina acarinata
- Stomatorbina concentrica
- Stomatorbina kendrickensis
- Stomatorbina ranikotensis
- Stomatorbina torrei
- Stomatorbina ukrainica